# Magyar jelképek és ereklyék listája
Az alábbi listákban szereplő szimbólumok nem mindegyike számít hivatalosan a magyarság jelképének illetve ereklyéjének. Az összeállítás célja, hogy bemutassa, felsorolt forrásai mit tekintenek e körbe tartozónak.

## A magyarság legfontosabb jelképei és ereklyéi

### Vallási ereklye
- Szent Jobb (1083)
- Szent László hermája

### Irodalmi ereklyék
- Halotti beszéd és könyörgés (1200)
- Ómagyar Mária-siralom (1300 körül)
- Szózat (1835-1836)
- Nemzeti dal (1848)

### Nemzeti jelképek
- Szent Korona
- Állami címereink (1202)
- Himnusz (1823)
- Piros-fehér-zöld (1848)

## További jelképek
- Csodaszarvas
- Turul
- Hármas halom
- Árpádsáv
- Kettős kereszt
- Magyar történelmi zászlósor
- Kopjafa
- Székelykapu
- Lehel kürtje
- Hunnia a magyarság megszemélyesítője, szerepel az 1920-ban kiadott 500 koronás bankjegyen is.
- Tulipán, Tulipán a magyar népművészetben
- Magyar rovásírás
- A Nimród tamga – Az Orion csillagkép
- Világmodellek
- Déli harangszó
- A felszámolt vasfüggöny darabjai

## Magyar himnuszok
- 90. genfi zsoltár
- Ah, hol vagy, magyarok tündöklő csillaga
- Boldogasszony Anyánk
- Rákóczi-nóta
- Székely himnusz

## Magyar koronázási ékszerek
- Szent Korona
- Koronázási palást
- Királyi jogar
- Országalma

## Modern jelképek
- H nemzetközi autójelzés
- .hu TLD